# Plac Władysława Biegańskiego w Częstochowie
Plac Władysława Biegańskiego w Częstochowie – jeden z placów w Śródmieściu Częstochowy, leżący na drodze pątniczej na Jasną Górę, dzielący Aleję Najświętszej Maryi Panny na tzw. „drugą aleję” - na wschód od placu, i „trzecią aleję” - na zachód od niego.

## Historia
W południowej części placu w latach 1828–1836 według projektu Franciszka Reinsteina wzniesiono ratusz wraz z odwachem i nieistniejącym już aresztem. Wybudowano go w połowie drogi między Starą a Nową Częstochową. W 1908 przebudowany. Późnoklasycystyczny, piętrowy z okrągłą dwukondygnacyjną wieżą. Był siedzibą władz miasta do lat 60. XX wieku, obecnie – wraz z odwachem – należy do Muzeum Częstochowskiego.
W 1875 wybudowano tu kamienicę, obecnie nazywaną Popówką. W latach 1892–1926 na tyłach ratusza mieściła się elektrownia.
Przed ratuszem po II wojnie światowej ustawiono pomnik sowieckiego czołgisty. 9 maja 1968 zastąpiono go wysokim pomnikiem wdzięczności Armii Radzieckiej autorstwa Mariana Koniecznego. Od 11 listopada 1997 w tym miejscu stoi pomnik marszałka Józefa Piłsudskiego.
Kilka razy w roku odbywają się na placu imprezy, takie jak finał Wielkiej Orkiestry Świątecznej Pomocy, uroczystości patriotyczne, obchody Dni Częstochowy czy zabawa sylwestrowa.
W północnej części placu, w środku zadrzewionego skweru, znajduje się rzymskokatolicki kościół pod wezwaniem św. Jakuba Apostoła. Pierwotnie od XVI wieku stał tu kościół pod tym samym wezwaniem obok przytułku dla chorych pielgrzymów. Po powstaniu styczniowym został rozebrany przez władze rosyjskie, a na jego miejscu w latach 1870–1872 wzniesiono prawosławną cerkiew pod wezwaniem świętych Cyryla i Metodego. W 1918 zamieniona na kościół rzymskokatolicki z przywróconym pierwotnym wezwaniem św. Jakuba. Eklektyczny. Mimo usunięcia cebulastych hełmów w 1948, nadal w stylu rusko-bizantyjskim.
Pierwotną nazwą placu był Rynek św. Jakuba. W latach 30. XX wieku nazwano go placem Bronisława Pierackiego. W okresie okupacji hitlerowskiej nosił nazwę Westring, a w czasach stalinizmu – placu Józefa Stalina. Obecna nazwa – plac Władysława Biegańskiego – obowiązuje od 1956 roku.
Od marca do grudnia 2011 roku trwała modernizacja placu, wskutek której zniknęły ze środka płyty jezdnie przecinające go na osi wschód-zachód.

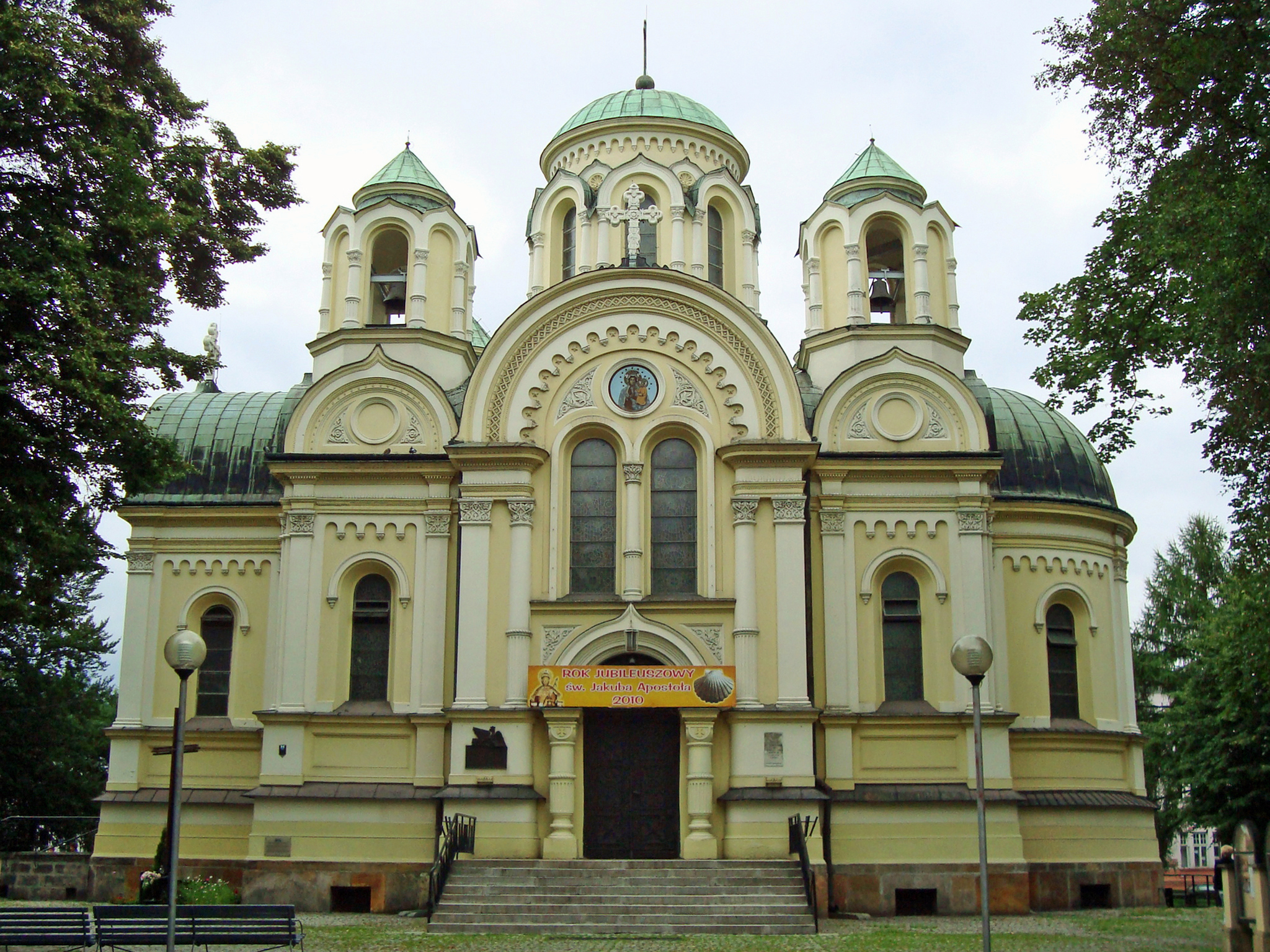
Kościół pw. św. Jakuba na Placu Władysława Biegańskiego
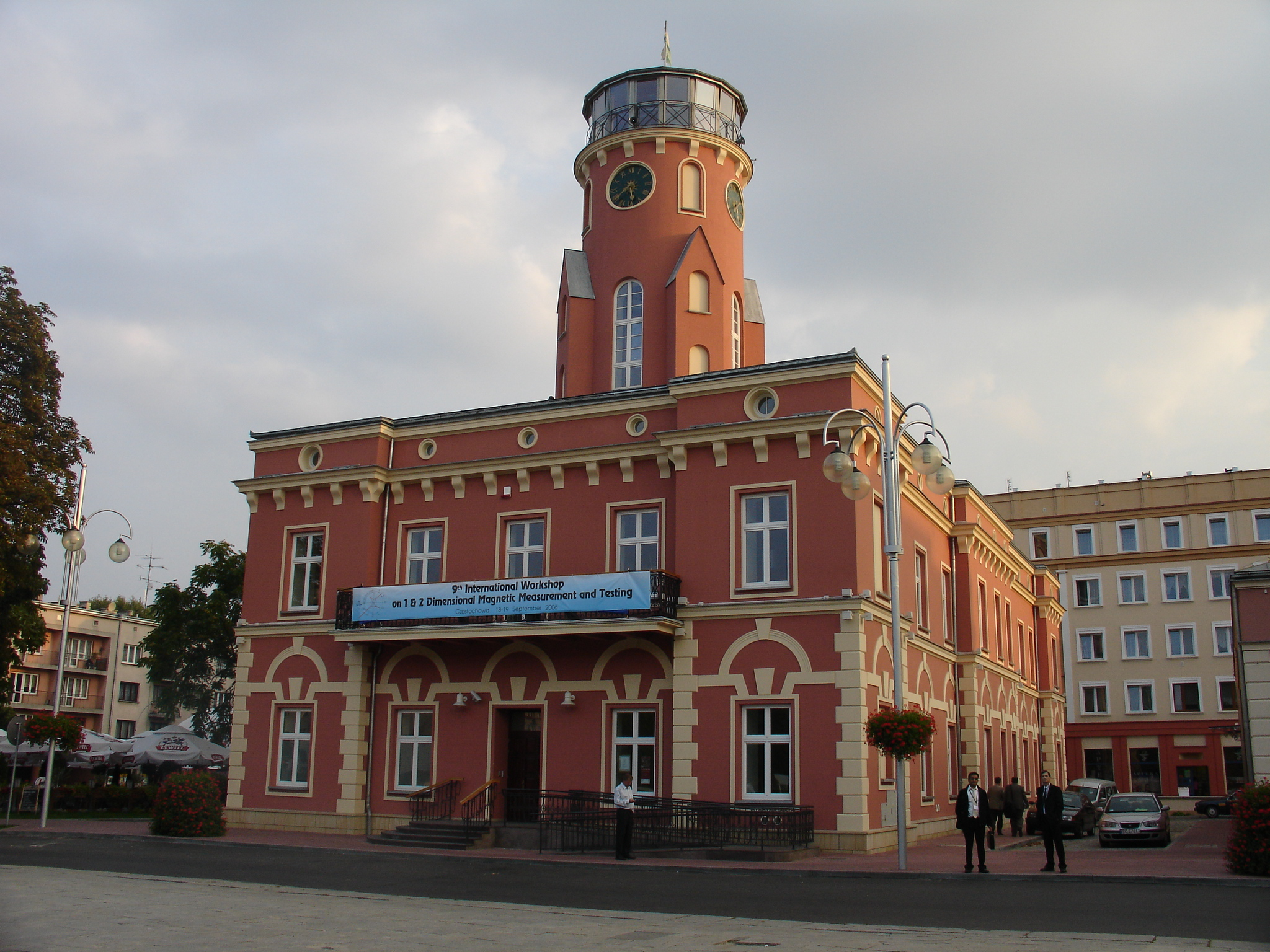
Ratusz częstochowski
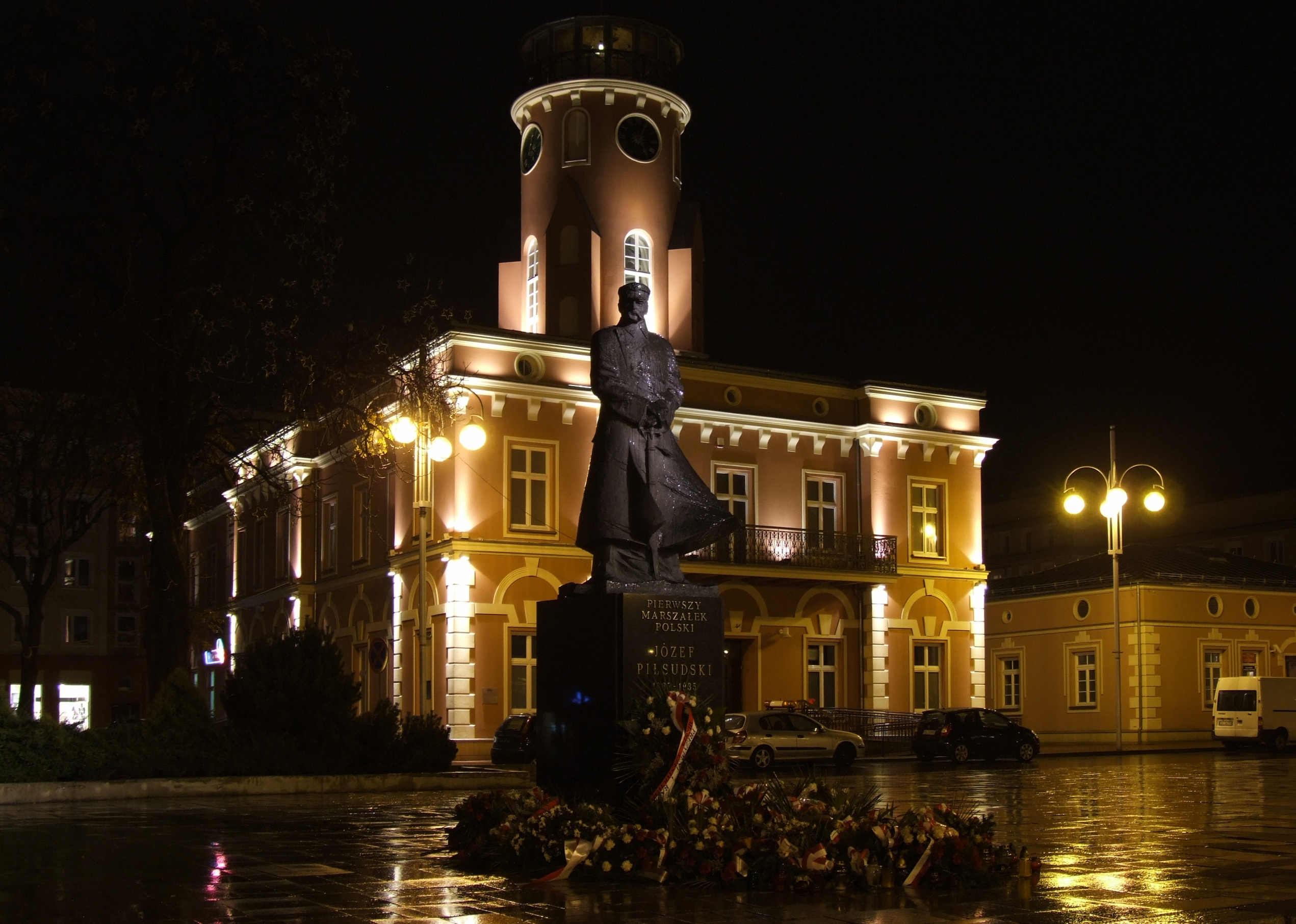
Ratusz i pomnik Józefa Piłsudskiego